# فردریک گمبل (کریکت باز)
فردریک گمبل (انگلیسی: Frederick Gamble; ۲۹ مهٔ ۱۹۰۵ – ۱۵ مهٔ ۱۹۶۵) بازیکن کریکت، و بازیکن فوتبال اهل بریتانیا بود.
از باشگاه‌هایی که در آن بازی کرده‌است می‌توان به باشگاه فوتبال برنتفورد اشاره کرد.